# Резонансний тунельний діод

Схема роботи резонансного тунельного діода й виникнення від'ємної диференціальної провідності

Резона́нсний туне́льний діо́д (RTD) — напівпровідниковий елемент електричного кола з нелінійною вольт-амперною характеристикою, в якому використовується тунелювання носіїв заряду через оточену двома потенціальними бар'єрами потенціальну яму.
Резонансний тунельний діод має ділянку вольт-амперної характеристики з від'ємною диференційною провідністю.

## Будова
В резонансному тунельному діоді використовується гетероструктура, в якій потенціальна яма для носіїв заряду, наприклад, для електронів, відділена від контактних легованих областей потенціальними бар'єрами. Наприклад, область потенціальної ями може складатися з GaAs, області потенціальних бар'єрів — з Ga1-xAlxAs, зовнішні області — з логованого донорами GaAs.

## Принцип дії
Через гетероструктуру з високою імовірністю проходять тільки ті електрони, енергія яких збігається з енергією квантованих рівнів у потенціальній ямі. Електрони з більшою чи меншою енергією через структуру пройти не можуть. При підвищенні прикладеної до гетероструктури напруги енергія електронів у контактному шарі зростає. Коли вона стає рівною енергії квантованого рівня всередині ями, через структуру починає проходити електричний струм. Проте при дальшому підвищенні напруги на діоді електрони набирають більшу енергію й знову не можуть проходити через гетероструктуру — сила струму падає. Як наслідок, виникає область від'ємної диференційної провідності.

## Використання
Від'ємна диференційна провідність резонансного тунельного діода застосовується для створення високочастотних генераторів електричних коливань. Частоти таких генераторів можуть досгяти терагерцової області.